# Rambouillet
Cet article possède un paronyme, voir Rabouillet.
Rambouillet  est une commune française située dans le sud du département des Yvelines, en région Île-de-France. C'est l'une des trois sous-préfectures du département.

## Géographie

### Localisation
La commune de Rambouillet se situe dans le sud-ouest de la région Île-de-France, à 45 km de Paris et à 29 km de Versailles, préfecture du département des Yvelines.

### Communes limitrophes
| Poigny-la-Forêt | Les Bréviaires Le Perray-en-Yvelines | Vieille-Église-en-Yvelines |
|                 | Rambouillet                          | Clairefontaine-en-Yvelines |
| Gazeran         | Orcemont                             | Sonchamp                   |

### Géologie et relief
La superficie de Rambouillet est 3 519 hectares ; son altitude varie entre 140 et 177 mètres. La commune, clairière au sein de la forêt de Rambouillet, appartient, pour sa partie non urbaine, au parc naturel régional Haute Vallée de Chevreuse.

### Hydrographie
La commune de Rambouillet se trouve sur un plateau boisé où prennent naissance de nombreux ruisseaux alimentant les cours d'eau qui rayonnent autour du massif de Rambouillet. C'est notamment le cas de la Guéville, affluent de la Drouette long de 16,6 kilomètres, qui prend sa source dans le parc du château. Le cours de la Drouette, issu de l'étang de la Tour, draine le territoire de la commune dans sa partie est jusqu'à l'étang d'Or, au sud. Au nord de la commune les étangs du Coupe-Gorge, du Gruyer et du Moulinet alimentent les bassins du château via le ru du Moulinet.

### Climat
Pour des articles plus généraux, voir Climat de l'Île-de-France et Climat des Yvelines.
En 2010, le climat de la commune est de type climat océanique dégradé des plaines du Centre et du Nord, selon une étude du CNRS s'appuyant sur une série de données couvrant la période 1971-2000. En 2020, Météo-France publie une typologie des climats de la France métropolitaine dans laquelle la commune est exposée à un climat océanique altéré et est dans la région climatique Sud-ouest du bassin Parisien, caractérisée par une faible pluviométrie, notamment au printemps (120 à 150 mm) et un hiver froid (3,5 °C).
Pour la période 1971-2000, la température annuelle moyenne est de 10,6 °C, avec une amplitude thermique annuelle de 15 °C. Le cumul annuel moyen de précipitations est de 640 mm, avec 10,6 jours de précipitations en janvier et 7,9 jours en juillet. Pour la période 1991-2020, la température moyenne annuelle observée sur la station météorologique la plus proche, située sur la commune de Saint-Léger-en-Yvelines à 10 km à vol d'oiseau, est de 11,0 °C et le cumul annuel moyen de précipitations est de 706,3 mm,. Pour l'avenir, les paramètres climatiques de la commune estimés pour 2050 selon différents scénarios d'émission de gaz à effet de serre sont consultables sur un site dédié publié par Météo-France en novembre 2022.

## Urbanisme

### Typologie
Au 1er janvier 2024, Rambouillet est catégorisée centre urbain intermédiaire, selon la nouvelle grille communale de densité à sept niveaux définie par l'Insee en 2022.
Elle appartient à l'unité urbaine de Rambouillet, une unité urbaine monocommunale constituant une ville isolée,. Par ailleurs la commune fait partie de l'aire d'attraction de Paris, dont elle est une commune de la couronne,. Cette aire regroupe 1 929 communes,.

### Occupation des sols
Le tableau ci-dessous présente l'occupation des sols de la commune en 2018, telle qu'elle ressort de la base de données européenne d’occupation biophysique des sols Corine Land Cover (CLC).
| Type d’occupation                                                                   | Pourcentage | Superficie (en hectares) |
| ----------------------------------------------------------------------------------- | ----------- | ------------------------ |
| Tissu urbain discontinu                                                             | 16,5 %      | 592                      |
| Zones industrielles ou commerciales et installations publiques                      | 3,7 %       | 132                      |
| Équipements sportifs et de loisirs                                                  | 2,3 %       | 81                       |
| Terres arables hors périmètres d'irrigation                                         | 7,1 %       | 255                      |
| Prairies et autres surfaces toujours en herbe                                       | 8,1 %       | 292                      |
| Surfaces essentiellement agricoles interrompues par des espaces naturels importants | 10,6 %      | 382                      |
| Forêts de feuillus                                                                  | 42,5 %      | 1524                     |
| Forêts de conifères                                                                 | 5,0 %       | 180                      |
| Forêts mélangées                                                                    | 2,5 %       | 89                       |
| Forêt et végétation arbustive en mutation                                           | 1,4 %       | 52                       |
| Source : Corine Land Cover                                                          |             |                          |

### Morphologie urbaine

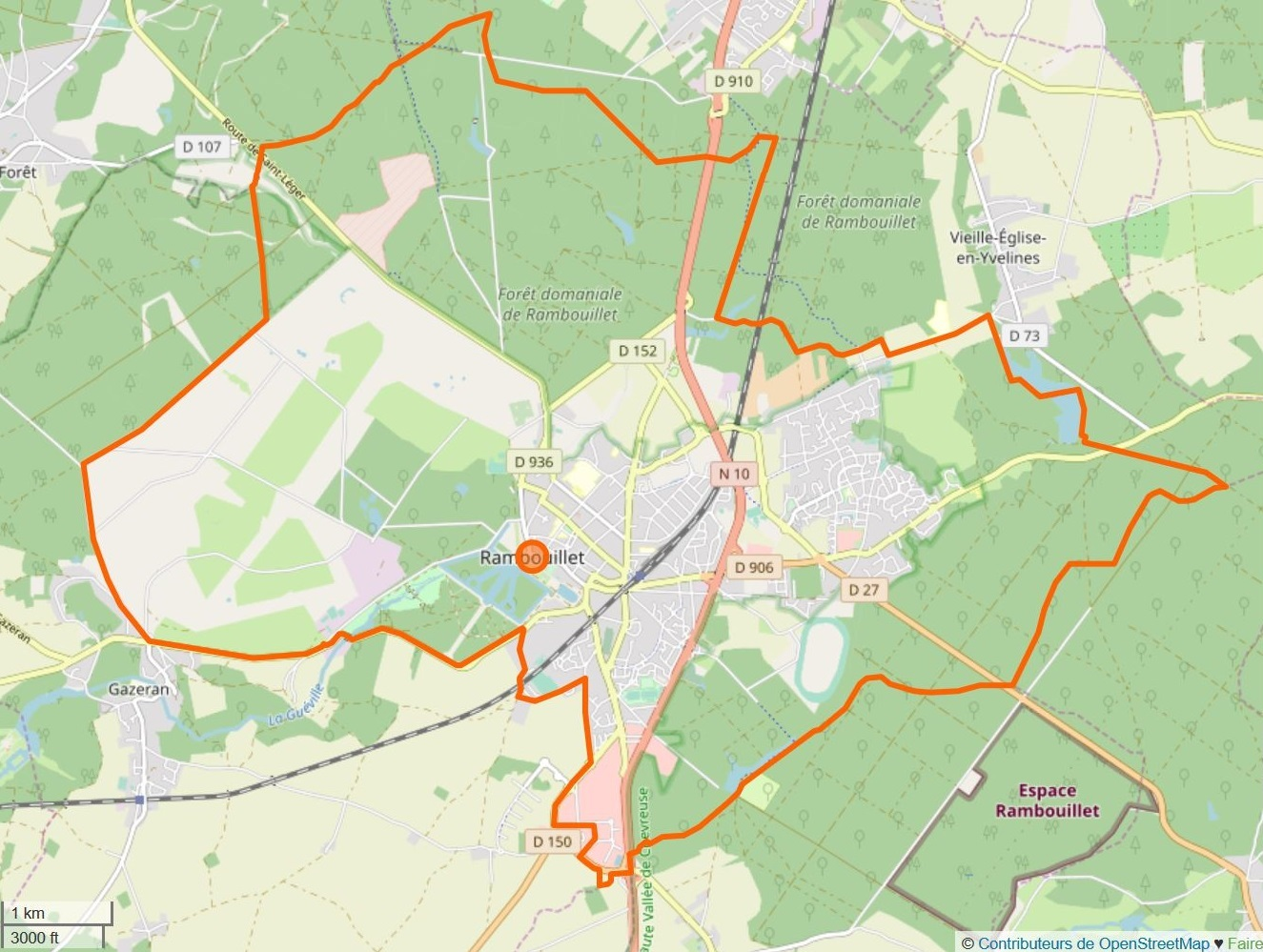
Carte de la commune de Rambouillet dans son environnement géographique.

Le centre-ville ancien compte de nombreuses maisons de ville traditionnelles. L'urbanisation, bloquée à l'ouest par la présence du château et de son domaine, s'est étendue vers le sud le long de la nationale 10, où habitats collectifs et individuels coexistent avec une zone d'activité, et vers l'est, entre la nationale 10 et la Drouette, avec d'importantes zones pavillonnaires (quartiers la Clairière, le Pâtis, Château-Bazin, la Grange-Colombe, la Villeneuve, les Éveuses) et quelques zones commerciales. Au nord du centre-ville (quartiers Groussay, la Providence, Estienne, Grenonvilliers) se trouvent des petits ensembles d'habitat collectif.

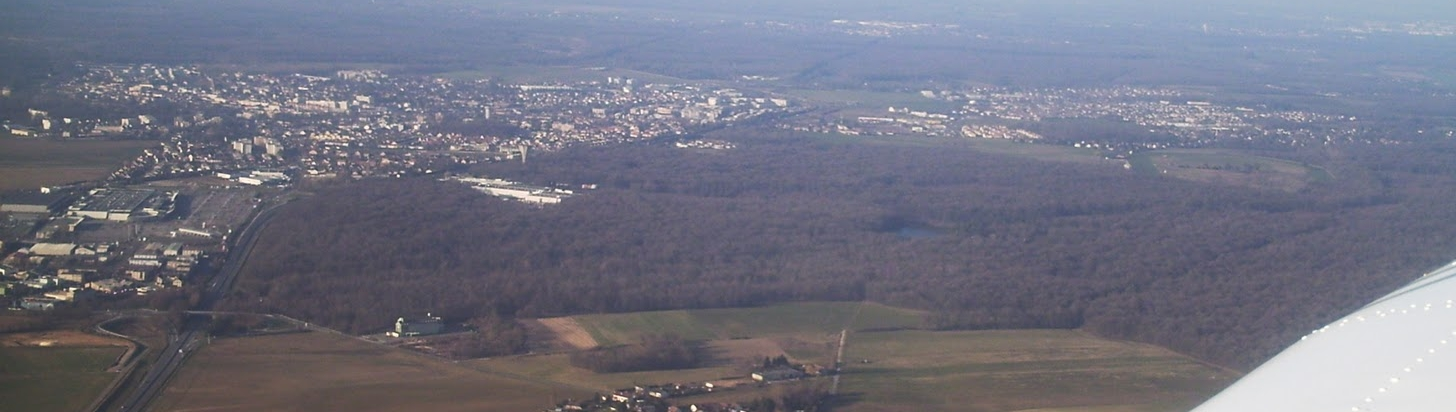
Vue aérienne de la ville de Rambouillet.

### Lieux-dits, écarts et quartiers
La commune compte un certain nombre de lieux-dits administratifs répertoriés consultables ici.

#### Quartiers
- Centre-ville, centre historique avec le château, l'ancienne église et le bailliage royal aujourd'hui mairie
- Groussay
- Grenonvilliers
- Foch
- Beau-Soleil
- la Louvière
- les Éveuses
- l'Étang-d'Or
- le Racinay
- le Bel-Air
- le Pâtis
- la Clairière
- Château-Bazin
- la Villeneuve

### Logement
En 2020, Rambouillet comptait 13 916 logements, dont 90,9 % de résidences principales, 2,5 % de résidences secondaires (y compris les logements occasionnels) et 6,6 % de logements vacants.
52,8 % des ménages étaient propriétaires de leur résidence principale.

### Voies de communication et transports

#### Réseau routier
La commune est desservie par :
- la route nationale 10, qui évite le centre-ville grâce à une déviation passant à l'est, est orientée : nord-est en direction de Saint-Quentin-en-Yvelines, Versailles et Paris. Elle permet la communication vers les autoroutes A12, A13 et A86, mais aussi à la route départementale 191 vers Mantes-la-Jolie. Orientée au sud-ouest vers Chartres, elle permet la communication vers les autoroutes A10 et A11 dans le secteur d'Ablis ;
- la route départementale 906, relie Rambouillet à la vallée de Chevreuse vers l'est et Maintenon (vallée de l'Eure) vers l'ouest ;
- la route départementale 936 qui relie Rambouillet à Houdan vers le nord-ouest et à Saint-Arnoult-en-Yvelines et Dourdan vers le sud-est ;
- d'autres routes départementales et communales permettent de la relier aux communes avoisinantes (RD 150, RD 151, RD 937, RD 27).

#### Desserte ferroviaire

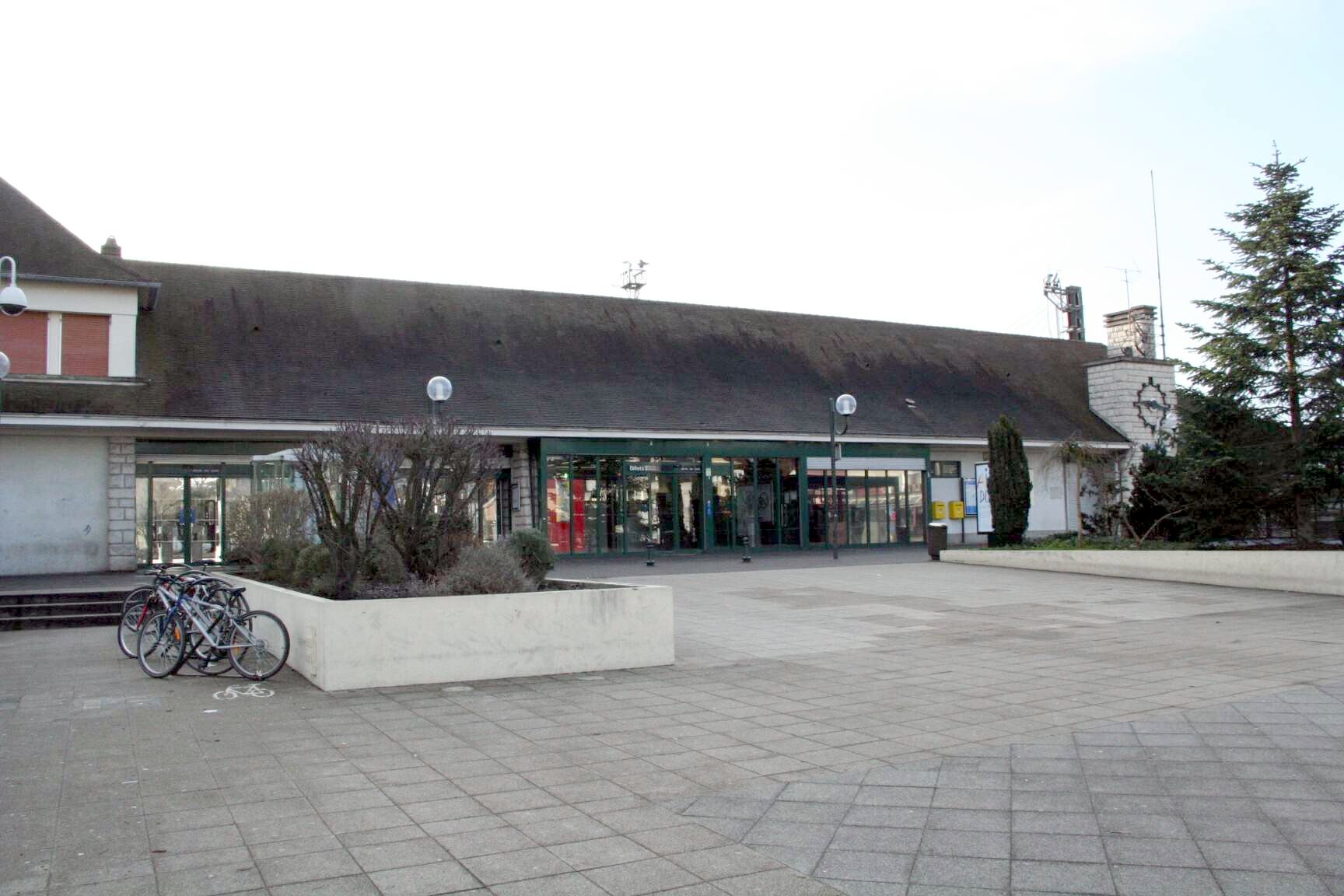
La gare de Rambouillet.

Sur le plan ferroviaire, elle dispose d'une gare desservie par les réseaux Transilien Paris-Montparnasse et TER Centre-Val de Loire sur la ligne de Paris (gare de Paris-Montparnasse) à Chartres. Le trajet semi-direct Paris-Montparnasse-Rambouillet dure entre 28 et 35 minutes (28 allers-retours par jour). Les 42 trains omnibus quotidiens prennent entre 50 et 65 minutes.
Elle est desservie par :
- Sur la Ligne N du Transilien :

un train tous les quarts d'heure en heures de pointe, un train toutes les demi-heures aux heures creuses et le dimanche, et d'un train toutes les heures en soirée.
- Sur le TER Centre-Val de Loire :

Quatre trains par heure (environ tous les quarts d'heures) en heures de pointe et de un à deux trains par heure le reste du temps.

#### Bus
La commune est desservie par les lignes 1, 4, 5, 8, Express 10, Express 11, Express 12, 20, 24, 30, 79, 60, 89, A, B, C, D, E, 39.003, 39.203 et 39.303 du réseau de bus Centre et Sud Yvelines, par la ligne 82 du réseau Transbeauce et par la ligne N145 du réseau Noctilien.

#### Sentier de randonnée
Le sentier de grande randonnée GR 1 traverse le territoire de la commune, de Vieille-Église-en-Yvelines à l'est jusqu'à Gazeran à l'ouest.

#### Itinéraire cycliste
L'itinéraire cycliste La Véloscénie, reliant Paris au mont Saint-Michel traverse la commune.

## Toponymie
Le nom de la localité est attesté sous les formes Rumbelitto en 768,,,, puis Raimboleto  en 1052-1053, Rambullet en 1142, Ranbulet en 1153, Rambolhet en 1160, Rambolet en 1199, Ramboilleto en 1230, Remboullet  en 1262, Ramboullet en 1344, Rambouillet en 1617, et Plein-Bois en 1793.
Un certain nombre de théories, aujourd'hui obsolètes, ont d'abord été formulées sur les origines du nom Rambouillet par les érudits du passé, avant les travaux méthodiques et scientifiques sur la toponymie par Auguste Longnon.
- Jean-Baptiste Souchet (1589-1654), dans son Histoire manuscrite de Chartres, affirmait au XVIIe siècle qu'un ruisseau nommé Rambe ou Rambo était l'ancien nom de la rivière qui, traversant Groussay, rejoignait Gazeran puis Épernon avant de se jeter dans la Drouette. Bien que ne reprenant pas cette affirmation dans sa définitive Histoire du diocèse et de la ville de Chartres, publiée en 1866, et plus documentée, Auguste Moutié répétait celle-ci en 1850 dans sa notice historique sur Rambouillet[26] ainsi que Lucien Merlet dans son dictionnaire topographique d'Eure-et-Loir publié en 1861[27] suivis par Félix Lorin dans son ouvrage de référence sur Rambouillet publié en 1907[28]. Mais aucune attestation écrite ne mentionne le Rambe ou le Rambo. La première mention relative à la rivière en question est une transaction du 8 mai 1412 qui nomme celle-ci « rivière » simplement. En mai 1507, Charles d'Angennes dans le dénombrement de sa seigneurie nomme celle-ci « ru qui descend dudit estang de Grossay » et une transaction entre la veuve de Charles d'Angennes et le prieur d'Épernon conclue en 1515[29] précise : « l'eau et rivière qui descend de l'estang de Grossay », expression que l'on retrouvera régulièrement et toujours par la suite jusqu'à ce que cette rivière soit nommée la Guéville pour sa partie en aval des canaux du parc de Rambouillet et le ru du Moulinet pour sa partie en amont.
- M. Guignard au XIXe siècle a vu dans l'étymologie de Rambouillet un supposé *Ru ambo Villa : « la Villa entre deux rus ». Ce qui est impossible sur le plan linguistique puisque les Gallo-Romains auraient employé RIVU (lat. rivus) et non pas le français ru et, de plus, le ru du Moulinet et l'hypothétique *Rambe sont une seule et même rivière, enfin parce qu'il y a unanimité des toponymistes linguistes pour reconnaître dans la finale -euil de Rambeuil l'élément gaulois o-ialo.
- D'autres au XXe siècle y ont vu la même étymologie que dans rabouillière, rabolière qui désigne le terrier peu profond creusé par la lapine sauvage pour mettre bas. Mais rabouillière, comme le mot français rabot (attesté seulement en 1342) est sans doute issu du francique robbe, par l'intermédiaire d'une forme féminine rabotte (encore utilisée dans le Berry), lui-même d'un plus ancien *robotte. Il est donc impossible chronologiquement puisque Rumbelitto est attesté dès 768. En outre, le lapin n'est pas attesté en Gaule du Nord à l'époque gallo-romaine.

En réalité le nom de Rambouillet, comme le montrent les formes anciennes, est une forme diminutive en -itto, suffixe d'origine latine et signifie « petit Rambeil » ou « petit Rambeuil », lieu qui est mentionné pour la première fois entre 1224 et 1227 dans le Scriptum feodorum du comté de Montfort et que les textes médiévaux nous permettent de situer entre l'actuel faubourg de Groussay et l'ancien fief de Montorgueil où se trouve la bergerie nationale. Il y a accord de l'ensemble des toponymistes et des linguistes pour reconnaître dans la terminaison -euil de Rambeuil, une évolution phonétique régulière de [-o]-ialo latinisé en [-o]-ialum et qui été employé dans ce sens jusqu'au IVe siècle pour désigner une clairière, un lieu découvert, un essartage ancien, puis un endroit, un village. Selon toute vraisemblance -ialo, ou plutôt -ialon n'est à l'origine pas un suffixe mais un substantif que Pierre-Yves Lambert et Xavier Delamarre à sa suite rapprochent du gallois ial, tir ial « espace découvert, clairière ».
Rambeuil est ainsi une ancienne clairière naturelle, un défrichement humain ou tout simplement un village qui doit se décomposer en Rumb- ou Ramb-o-ialo/-ialum. La racine Rumb- / Ramb- par suite antérieure au Ve siècle fait l'objet de plusieurs hypothèses.
La racine Rumb/Ramb, en raison de l'emploi du suffixe o-ialo/o-ialum, est antérieure au Ve siècle. Par suite, les linguistes ont proposé plusieurs racines soit gauloises ou gallo-romaines.
En 1867, le professeur Jules Quicherat de l'école des chartes reconnaît déjà une origine celtique, suivi en 1904 par Alfred Holder, mais les deux sans autres précisions.
Albert Dauzat suggère pour expliquer le premier élément Ramb-, l'anthroponyme germanique *Rambo (non attesté) ou Rampo dans lequel, en 1985, Jean-Marie Ricolfis « voyait un lète (membres de certaines tribus notamment germaniques épargnés par l'armée romaine après leur défaite et installés comme colons).  ». Rambouillet serait alors « la propriété, le village de *Rambo / Rampo ». Ernest Nègre penche pour un substantif, à savoir ramulus « petite branche, tige ». Dans ce cas, il s'agirait d'« une clairière ou subsisteraient des tiges » (après un brûlis ?). Aucune de ces conjectures n'emporte la conviction, comme le soulignait la fondatrice du Centre d'onomastique (science des noms de personne et de lieux) aux archives nationales, Marianne Mulon, dans sa conférence du 31 janvier 1998 tenue à Rambouillet.
En 2011, Pierre-Henri Billy, dans le Dictionnaire des noms de lieux de la France, a proposé un composé de rumpus « sarment entrelacé aux branches d'un arbre » attesté chez l'auteur latin Varron.
Remarque : l'hypothèse d'Albert Dauzat reposant sur l'utilisation d'un nom de personne germanique, associé à l'appellatif -ialon a été formulée également par lui-même à propos de Vascœuil (Seine-Maritime, Wascoilus 876) avec davantage de certitude sur un emploi du nom de personne germanique Wasco, Wasgo que l'on retrouve par ailleurs.
Les habitants de Rambouillet sont nommés Rambolitains et Rambolitaines.

## Histoire

### Antiquité
La commune actuelle de Rambouillet est traversée par la voie Beauvais-Orléans. Sept sites d'occupation antique (Ier – IIIe siècle) ont été identifiés sur le territoire de la commune.

### Moyen Âge

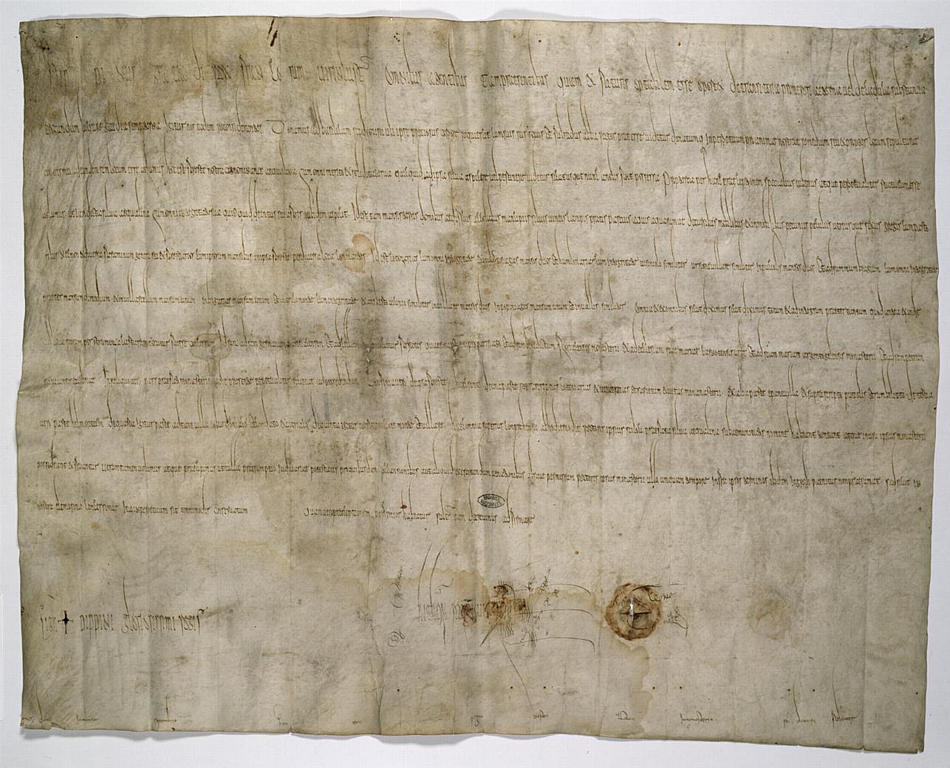
Donation de septembre 768.

#### Du fisc carolingien à l'abbaye de Saint-Denis
La première mention de l'existence de Rambouillet est en septembre 768. Elle figure dans la donation de la « forêt Yveline » faite par Pépin le Bref, à l'abbaye de Saint-Denis, où il expire. Dans cet acte, Rumbelitto est une des limites de la forêt Yveline (silva Aequalina). Pour autant, cette donation qui inscrit Rambouillet dans la dépendance de l'abbaye de Saint-Denis n'a pas été suivie d'effets durables. Rambouillet rentre dans le domaine royal dès le IXe siècle puis dans la mouvance des seigneurs de Montfort dès le XIe siècle.

#### Rambouillet sous les Montfort
Entre avril 1052 et juillet 1053, Amaury Ier de Montfort, donne, avec le prieuré de la Trinité de Seincourt situé à Épernon, « tout ce qui en dépend » et notamment la casam ecclesie de Raimboleto, c'est-à-dire le presbytère de l'église de Rambouillet ainsi que les droits d'autel, – altare –, à l'abbaye de Marmoutier. Les droits d'autel désignant la nomination du curé et le revenu des messes. Épernon et Montfort furent assiégés lors de l'expédition menée en 1097-1098 par Guillaume le Roux roi d'Angleterre. Le pays fut ravagé. Rambouillet ne fut, sans doute, pas épargné.
Amaury III, frère de Simon II de Montfort, devint à la mort de ce dernier seigneur de Montfort et d'Épernon. Son héritage passa successivement à ses deux fils, Amaury IV et Simon III dit le Chauve. Le séjour de ce dernier à Rambouillet est établi par un acte qu'il signe avec sa femme, Mathilde. Il s'agit d'une donation que l'un et l'autre font en 1153 à la léproserie du Grand-Beaulieu, près de Chartres, de terres situées à Rambouillet même et à la Louvière. Cet acte fut scellé dans l'« aula Rambuleti », c'est-à-dire la grande salle où se tenaient les plaids du manoir de Rambouillet.
Comte d'Évreux et seigneur de Montfort, Simon IV, fils de Simon III reçut, en novembre 1159, des garnisons anglaises. Celles-ci, parties de Montfort, d'Épernon et de Rochefort, poussèrent au loin des chevauchées rendant dangereuses les communications entre Paris et Étampes. Rambouillet dut souffrir de leur passage. Louis VII demanda une trêve. Au mois de mai 1160, la paix se fit. Dans ce traité de paix signé entre Henri II, roi d'Angleterre, et Louis VII, ce dernier pardonnait à son vassal révolté. Il reçut de nouveau son hommage et reconnut ses droits de gruyer sur la forêt Yveline et la garde du château royal de Saint-Léger.

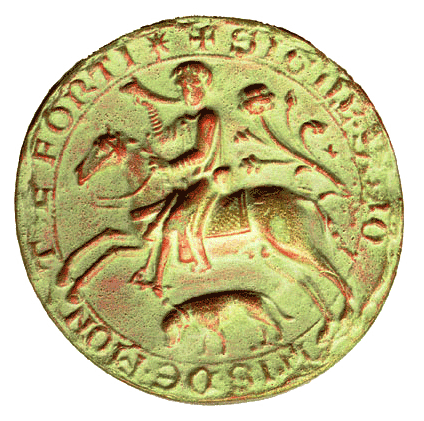
Sceau de Simon V de Montfort.

Grâce à l'héritage de sa mère, Amicie, Simon V se trouva à la tête d'un domaine comprenant notamment Montfort, Rochefort et la forêt Yveline. Il s'embarqua pour la quatrième croisade en 1202. Au retour, il ne s'était pas enrichi mais il rapportait un morceau du bois de la Vraie Croix qui se trouvait jusqu'au vol du 6 octobre 1882 dans un reliquaire conservé dans l'église de Rambouillet. En 1209, il rejoignait l'ost des croisés en terres albigeoises devant Béziers. Après une croisade qu'il mena impitoyablement et la bataille de Muret qui vit son triomphe, il fut tué le 25 juin 1218 sous les remparts de Toulouse. Son fils aîné Amaury ne pouvant maintenir les conquêtes de son père céda ses droits sur le comté de Toulouse et la terre d'Albigeois à Louis VIII roi de France en février 1224. À son retour dans ses terres d'Yveline, il fit dresser un état complet des fiefs et des vassaux de son comté : le Scriptum feodorum de Montis fortis. Ce document cite Guy de Foynard comme homme lige du comte qui assure auprès de ce dernier les maisons fortes de Grenonvilliers (Guernonvillier) et de l'étang, sans doute de Groussay. Il jouit également de droits coutumiers dans la forêt. Il a pour vassaux Jean de Becheraulle pour Grenonvilliers et Goulet (lieu-dit d'Épernon) et Simon de Grenonvilliers. Il cite également Philippe de Vieze comme seigneur (dominus) tenant un fief à Rambouillet. Enfin, il y est notifié que les hommes de Rambouillet (Ramboulletum) doivent la corvée de fossé au château d'Épernon. En ce XIIIe siècle, le terroir de Rambouillet avec son manoir au milieu des marais, ses deux maisons fortes, ses fiefs et ses habitants dépendait de la châtellenie d'Épernon et du même doyenné. Il connut plusieurs défrichements. Ceux de la haie de Blairon, entrepris vers 1210, donnèrent lieu à des contestations relatives aux dîmes novales entre les abbayes de Marmoutier de laquelle dépendait le prieuré Saint-Thomas d'Épernon, de Saint-Magloire et Onfroy curé de Rambouillet. Ces procès se conclurent par deux accords, en 1230 puis en 1240, aux termes desquels l'abbaye de Marmoutier et Onfroy recevraient chacun la moitié des dîmes, ce dernier reversant une rente de 6 muids moitié blé moitié avoine à l'abbaye de Saint-Magloire. Amaury VI assignait, en juin 1239, deux cents livres de rente à Raoul Tesson « sur sa terre de Rambouillet » en raison de son mariage avec sa nièce Peronnelle de Bigorre. Jean, son fils aîné hérita du comté de Montfort.

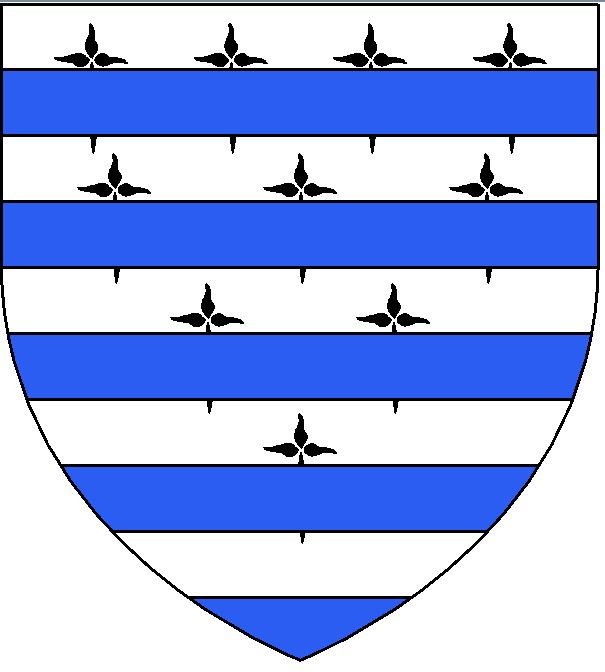
Blason Tesson.

En 1248, il accordait à son cousin Raoul, seigneur de la Roche-Tesson, le droit de prendre «le bois en sa forêt d'Yveline proche sa maison de Rambouillet ». Il mourut en 1249 laissant une unique héritière : Béatrix de Montfort. Dans le cadre de cette succession, les deux sœurs de Jean, Marguerite et Lore, précisèrent dans un acte établi vers 1249-1250 les limites de chacune des châtellenies qui composaient le comté de Montfort. Dans cet acte, Rambouillet se trouve à la limite des châtellenies de Saint-Léger et de Rochefort. Vers 1250, la paroisse Saint-Lubin de Rambouillet (Ramboilletum) compte 150 paroissiens,. En 1267, Béatrix de Montfort épousait en premières noces Robert IV, comte de Dreux. Ce dernier mourut en 1282 et sa veuve reçut le 9 mars 1283 les hommages de ses vassaux du comté de Montfort. Parmi ceux-ci, figure Guillaume Tesson, vraisemblablement fils de Raoul Tesson, et qui rend sans doute hommage pour Rambouillet.

#### Naissance de la seigneurie de Rambouillet
Ce dernier acte marque la naissance de la seigneurie de Rambouillet. À la suite du décès de Béatrix de Montfort ses deux filles, Yolande, duchesse de Bretagne et Jeanne, comtesse de Roussy, se partagèrent le comté de Montfort. Cet acte du 27 mai 1317 nous indique notamment que la part de Jeanne comprend les fiefs du seigneur de Rambouillet, de Montorgueil (situé au niveau de l'actuelle bergerie nationale), de Groussay et de Grenonvilliers, qui furent de la châtellenie de Montfort, ainsi que les fiefs de la Villeneuve de Blairon (une partie de la Villeneuve) et du Pâtis, qui furent de la châtellenie de Saint-Léger. En février 1344, Jacques Boileau, clerc, donne au prieuré d'Épernon une grange à dîmes située en face du cimetière de l'église de Rambouillet. À partir de 1348, la peste noire fait son apparition et sévit pendant dix-huit mois environ; puis il y eut les mauvaises récoltes de 1360 et une seconde épidémie de peste de juillet à octobre 1363. Mais l'année la plus tragique fut celle de 1358, particulièrement marquée par le ravage des grandes compagnies qui s'emparèrent d'Épernon, d'où elles partirent ensuite rançonner l'ouest et le sud-ouest de l'Île-de-France. Rambouillet dût être singulièrement éprouvé.

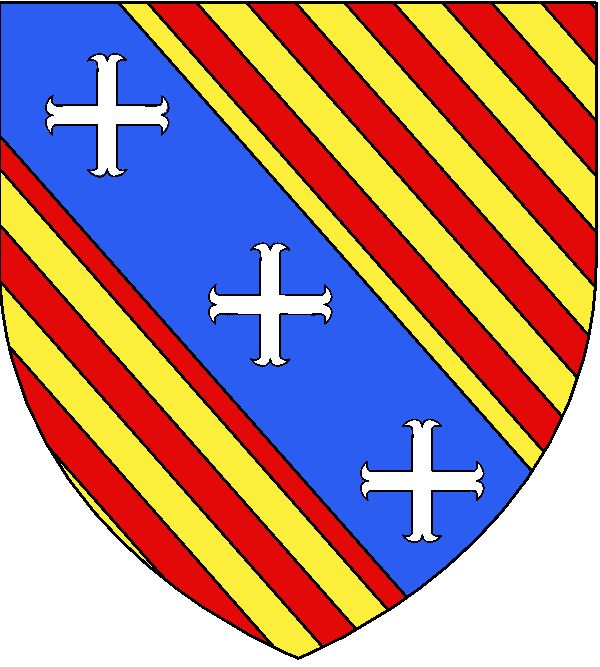
Blason de Jehan Bernier.

Le 6 mai 1368, devant deux notaires du châtelet, Jeanne de Breucourt, héritière du fief de Rambouillet, et son époux vendent à Jehan Bernier le manoir-hébergement et les droits sur le village de Rambouillet ainsi que 880 arpents de bois le tout pour 700 livres, le marché était excellent. Comme le souligne Jacques Maillard, nous ne sommes plus devant Jehan Bernier avec un seigneur ou un homme qui souhaite le devenir. Nous avons en lui un « noble homme », riche et en possession de plusieurs charges significatives. Son acquisition est simplement l'achat d'un « manoir », à proximité de Paris et dans des conditions avantageuses. Jehan Bernier obéissait à la mode des riches Parisiens du XIVe siècle pour les « maisons de campagne ». Au lieu de se ruiner à acquérir des terres et à construire, il profitait du désir de la famille de Tournebu de se défaire d'un manoir sans doute peu entretenu et d'un village dont les droits et bénéfices étaient de peu de rapport.
Jehan Bernier devenu seigneur de Rambouillet transforme le manoir-hébergement en château. Son fils Guillaume lui succède. Il n'éprouve aucun attrait pour cette résidence et l'échange avec Regnault d'Angennes contre « l’Ostel de Bouzonval en la paroisse de Rueil en Parisis… » et trois mille francs d'or le 12 mai 1384. Cette différence de prix permet d'apprécier l'importance des travaux effectués par Jehan Bernier entre 1368 et 1384.

#### Regnault d'Angennes ou le développement de la seigneurie de Rambouillet

Blason d'Angennes.

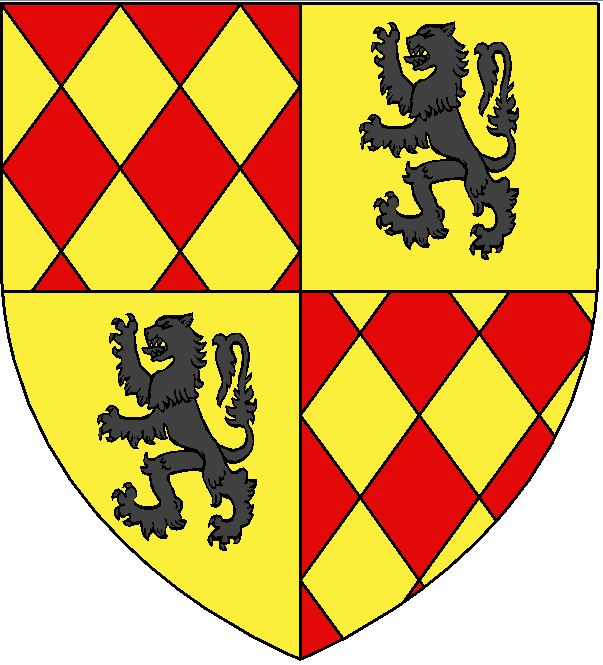
Blason Jean de Craon.

Regnault d'Angennes avait un but fort différent de celui de Jehan Bernier. Seigneur ambitieux, il voulait se constituer un grand domaine. En possession de la seigneurie de Rambouillet il acquiert en 1389 les fiefs de la Bruyère, d'Ymer et de Betonsart, Grenonvilliers en 1392, l'hôtel de Montorgueil en 1395 et Groussay entre 1385 et 1398. Mais il doit rendre un hommage et un dénombrement séparés pour chacun de ces fiefs qui ne forment pas encore un ensemble. Quant à la seigneurie de Rambouillet, elle dépendait encore de la seigneurie des Essarts, dont Jean de Craon était le seigneur. Aussi, dans son hommage et dénombrement rendu le 6 juin 1399 pour la seigneurie de Rambouillet, Regnault d'Angennes décrit ainsi cette dernière : « un hostel fort cloux de fouces (…) contenant un arpent de terre (…) assis au bout de la ville de Ramboillet, devant ledit hostel une bassecourt en laquelle a une grange, II cours d'estables et un portail (…), une cohue pour tenir les plais et les assises en laquelle sont les prisons dudit lieu de Ramboillet (…) au-dessoubs de ladite bassecourt un jardin contenant II quartiers (…) au-dessus dudit jardin une cave et une galerie couverte de tuille, au-dessoubs dudit jardin un servoir à poisson clos de bois (…) au-dessus desdits servoirs un quartier de pré (…) lequel doit estre fené à corvée par les hostes et habitans dudit lieu de Ramboillet, (…) de l'autre par dudit hostel un jardin avec les allées à aller autour dudit hostel (…) au-dessoubs dudit hostel un estang appelé l'estang de Ramboillet contenant cent arpens (…) et garenne par tout ledit estang et s'il avient par aucune fortuite que l'eaue grève la chaussée dudit estang tous les hostes et justiciables dudit lieu de Ramboillet sont tenus de venir au secours de ladite chaussée si tost comme le cry a esté fait (…) au-dessoubs dudit estang un moulin bannier (…) un arpent et demy de terre assis auprès du cimetière de Ramboillet jouxte le chemin par où l'on va à la Louver (…) un arpent (…) assis sur la carrière (…) un clos de vignes contenant cinq quartiers jouxte le chemin par où on va dudit lieu de Ramboillet à Garnonvillier (…) un four bannier à tous les manans (…) un moulin à vent et un moulin à chevaux (…) assis au-dessus de ladite ville de Ramboillet, (…) un fournel à chaux (…) assis auprès de ladite vigne (…) » suivent le détail des 1 100 arpents de bois en huit pièces, l'acte poursuit « la garenne dudit lieu de Rambouillet (…) jouxte les bois de la louve d'une part et les terres d'emprès le cimetière ».

### XVIesiècle
Le roi François Ier meurt d’une septicémie le 31 mars 1547 au château de Rambouillet.

### Révolution française et Empire
Au 1er mai 1763, la population communale – bourg et hameaux environnants – s'élève à 2 227 personnes, d'après un recensement ordonné par Louis-Jean-Marie de Bourbon, duc de Penthièvre.
Le 29 décembre 1783, le roi Louis XVI achète le domaine de Rambouillet pour 16 millions de livres, acquisition à laquelle il songe depuis quelque temps déjà. Il nomme le comte d'Angiviller gouverneur et administrateur général du domaine de Rambouillet. En 1785, il fait construire pour la reine Marie-Antoinette une laiterie dans le parc. En 1786 démarre la construction du bâtiment destiné à servir de siège au bailliage de Rambouillet par l'architecte Jacques-Jean Thévenin. En 1809 l'empereur Napoléon Ier en fit don aux habitans de la ville. Une plaque gravée, apposée sur la façade du bâtiment, l'hôtel de ville actuel, atteste de ce don.

### Époque contemporaine
Sous Napoléon III, le chemin de fer relie Rambouillet à la capitale en 1849 et permet un développement rapide de la ville. Sa démographie évolue promptement durant tout le XIXe siècle.
Durant la Seconde Guerre mondiale, Rambouillet est libéré dans la nuit du 18 au 19 août 1944 par les forces américaines (Combat Command Reserve, 17e bataillon de chars). Le 23 août, une partie de la 2e DB arrive à Rambouillet. À 19h, le général de Gaulle et le général Leclerc se rencontrent au château pour achever la stratégie de l'entrée dans Paris,.
Le château de Rambouillet fut le siège de plusieurs rencontres internationales, dont le sommet économique et monétaire initiateur du G6 (États-Unis, Grande-Bretagne, Italie, Japon, Allemagne fédérale et France) en 1975. La conférence de Rambouillet, cycle de négociations entre les indépendantistes kosovars de l'UÇK et la Serbie, sous l'égide de l'OTAN s'est tenue entre janvier et mars 1999 au château. L'ancien domaine de chasse présidentiel a accueilli nombre de personnalités de la politique, de la finance, de l'industrie, ainsi que des membres de familles régnantes, tels le duc d'Édimbourg, le prince Rainier de Monaco, et des hommes d'État, entre autres Mouammar Kadhafi, lequel y a effectué une partie de chasse le 14 décembre 2007. À côté se trouve la Caserne des Gardes.
Son commissariat est le lieu d'une attaque terroriste le 23 avril 2021. Une policière est tuée.

## Politique et administration

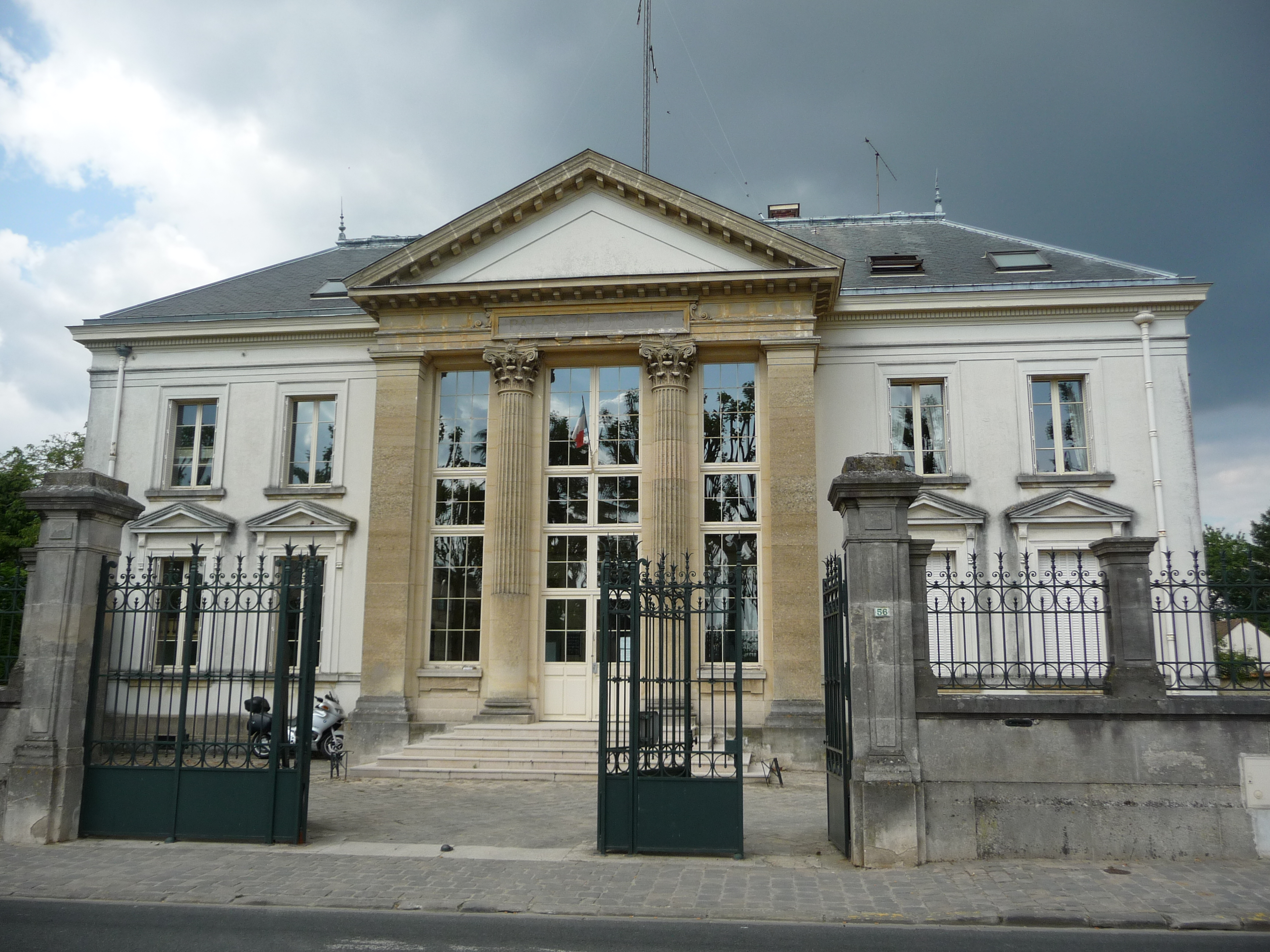
Le tribunal d'instance de Rambouillet.

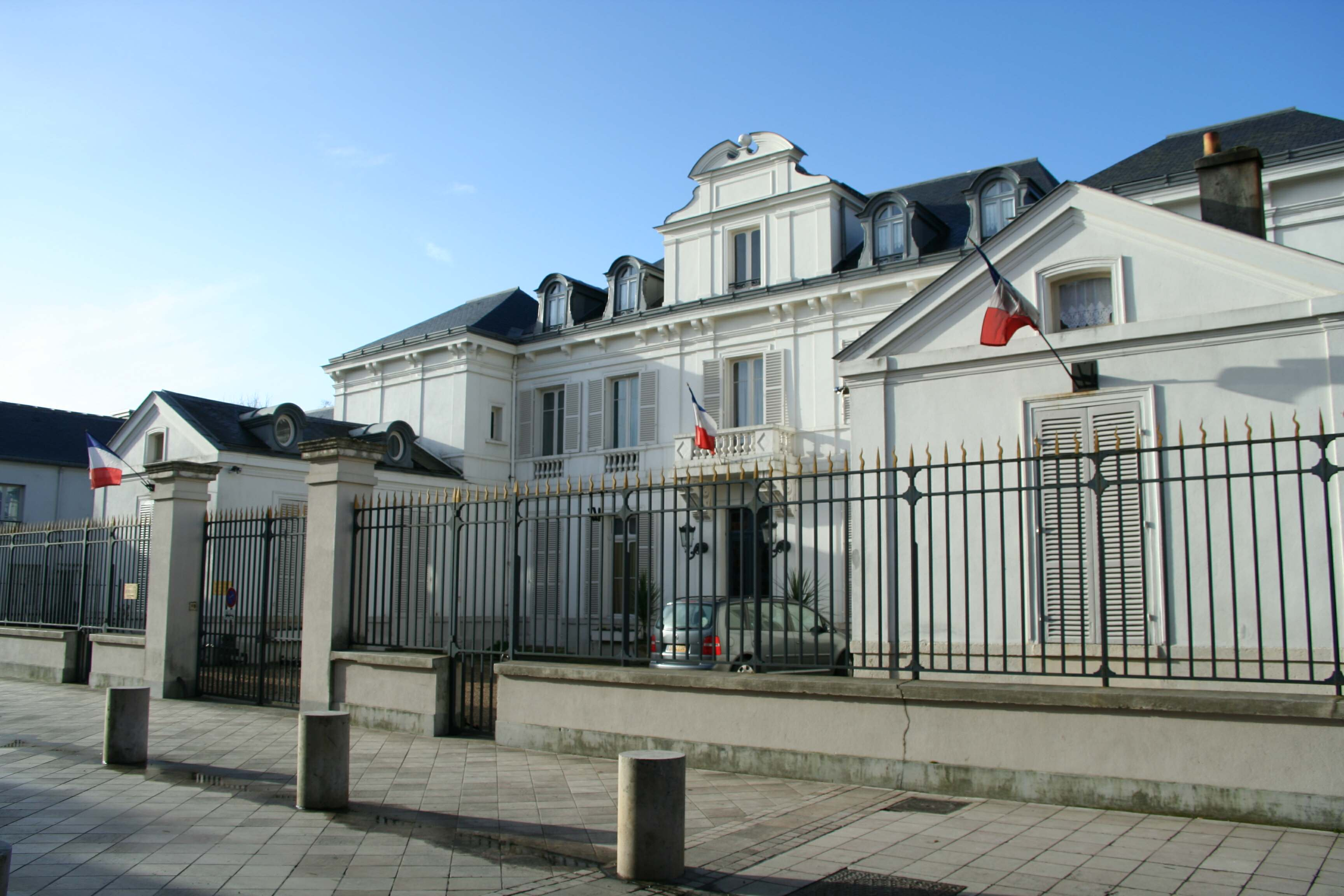
La sous-préfecture.

### Rattachements administratifs et électoraux
Rattachements administratifs et judiciaires
Antérieurement à la loi du 10 juillet 1964, la commune faisait partie du département de Seine-et-Oise. La réorganisation de la région parisienne en 1964 fit que la commune appartient désormais au département des Yvelines et est le chef-lieu de son arrondissement de Rambouillet après un transfert administratif effectif au 1er janvier 1968.
Elle était depuis 1793 le chef-lieu du canton de Rambouillet de Seine-et-Oise puis des Yvelines. Dans le cadre du redécoupage cantonal de 2014 en France, cette circonscription administrative territoriale a disparu, et le canton n'est plus qu'une circonscription électorale.
La ville possède également un tribunal d'instance et un conseil des prud'hommes au 56, rue Gambetta.
La caserne Estienne de Rambouillet a abrité le 501e régiment de chars de combat, de 1946 jusqu'à son départ pour Mourmelon en 1994. La direction centrale du commissariat de l'armée de terre l'a remplacé jusqu'au 1er janvier 2010, date à laquelle cet organisme a été arrêté. Aujourd'hui, c'est le Centre d'expertise du soutien du combattant et des forces (Cescof) qui occupe ses locaux et gère l'intendance de l'armée de terre, de l'armée de l'air et de la marine nationale.
Rattachements électoraux
Pour les élections départementales, la commune est depuis 2014 le bureau centralisateur d'un nouveau canton de Rambouillet.
Pour l'élection des députés, elle fait partie de la dixième circonscription des Yvelines.

### Intercommunalité
Rambouillet était le siège de la communauté de communes Plaines et Forêts d'Yveline, un établissement public de coopération intercommunale (EPCI) à fiscalité propre créé en 2003 et auquel la commune avait transféré un certain nombre de ses compétences, dans les conditions déterminées par le code général des collectivités territoriales. Cette intercommunalité devient une communauté d'agglomération en 2015 sous le nom de Rambouillet Territoires communauté d’agglomération Rambouillet Territoires (RTCA).
Dans le cadre des dispositions de la loi portant nouvelle organisation territoriale de la République du 7 août 2015, qui prévoit que les établissements publics de coopération intercommunale (EPCI) à fiscalité propre doivent avoir un minimum de 15 000 habitants, cette intercommunalité a fusionné avec la petite communauté de communes Contrée d'Ablis-Porte des Yvelines et la communauté de communes des Étangs pour former, le 1er janvier 2017, la communauté d'agglomération dénommée Rambouillet Territoires dont Rambouillet est le siège.

### Tendances politiques et résultats
Lors du second tour des élections municipales de 2014 dans les Yvelines, la liste UMP-UDI menée par Marc Robert — soutenu par le maire sortant Gérard Larcher, qui ne se représentait pas — a obtenu la majorité des suffrages exprimés, avec 4 994 voix (46,55 % , 26 conseillers municipaux élus dont 13 communautaires), devançant les listes menées respectivement par :

- Jean-Luc Trotignon (DVG, 2 022 voix 18,84 %, 3 conseillers municipaux élus dont 2 communautaires) ;

- Grégoire Leclercq (DVD, 1 418 voix, 13,21 %, 2 conseillers municipaux élus dont 1 communautaire) ;

- David Jutier (EELV, 1 175 voix, 10,95 %, 2 conseillers municipaux élus dont 1 communautaire) ;

- Philippe Chevrier (FN, 1 119 voix, 10,43 %, 2 conseillers municipaux élus dont 1 communautaire) ;

Lors de ce scrutin, 38,81 % des électeurs se sont abstenus.
Lors du second tour des élections municipales de 2020 dans les Yvelines, la liste DVD menée par Véronique Matillon — soutenue par le maire sortant Marc Robert qui ne se représentait pas — a obtenu la majorité des suffrages exprimés, avec 3 291 voix (46,84 %, 26 conseillers municipaux élus dont 14 communautaires), devançant les listes menées respectivement par :

- David Jutier (EÉLV - G·s - PA - GÉ, 2 604 voix, 37,06 %, 6 conseillers municipaux élus dont	3 communautaires) ;

- Gilles Schmidt (LREM - MoDem - UDE - MRSL - Agir, 1 131 voix, 16,09 %, 3 conseillers municipaux élus dont 1 communautaire).

Lors de ce scrutin marqué par la pandémie de Covid-19 en France, 61,46 % des électeurs se sont abstenus.

### Liste des maires
| Période           | Période                  | Identité                   | Étiquette    | Qualité |
| ----------------- | ------------------------ | -------------------------- | ------------ | --- |
| 20 septembre 1944 | 26 octobre 1947          | Henri Petit                |              | |
| 26 octobre 1947   | 1983                     | Jacqueline Thome-Patenôtre | MRG puis UDF | Sénatrice de Seine-et-Oise (1946 → 1959) Députée de Seine-et-Oise (1958 → 1967) Députée des Yvelines (8e circ.) (1967 → 1978)                                                       |
| 1983              | 7 juillet 2004           | Gérard Larcher             | RPR puis UMP | Vétérinaire Sénateur des Yvelines (1986 → 2004 et 2007 → ) Ministre délégué au Travail (2004 → 2007) Démissionnaire le 7 juillet 2004 après sa nomination comme ministre du Travail |
| 7 juillet 2004    | 18 juin 2007             | Jean-Frédéric Poisson      | PCD          | Chef d'entreprise Président de la CC Plaines et Forêts d'Yveline (2009 → 2014) Président de Rambouillet Territoires Communauté d’Agglomération (2015 → 2016) Démissionnaire         |
| 18 juin 2007,     | 4 avril 2014             | Gérard Larcher             | UMP          | Vétérinaire Sénateur des Yvelines (1986 → 2004 et 2007 → ) Président du Sénat (2008 → 2011 et 2014 → )                                                                              |
| 4 avril 2014      | juillet 2020             | Marc Robert                | UMP puis LR  | Consultant en assurances Président de Rambouillet Territoires (2017 → 2020) |
| juillet 2020      | En cours (au 10/12/2020) | Véronique Matillon         | DVD          | Infirmière en gérontologie Vice-présidente de la CA Rambouillet Territoires (2020 → )                                                                                               |

### Démocratie participative
La ville possède un conseil consultatif des jeunes (CCJ), rattaché à la mairie et composé d'une vingtaine de jeunes de 11 à 22 ans environ. Celui-ci prend des initiatives pour améliorer le quotidien des jeunes, et a par exemple mis en place à partir de 2007 une nocturne des jeunes annuelle,.

### Jumelages
- Great Yarmouth (Grande-Bretagne) depuis 1956, station balnéaire de 92 000 habitants dans le Norfolk, sur la côte est.
- Kirchheim unter Teck (Allemagne) depuis 1967, ville de 38 000 habitants dans le Bade-Wurtemberg, près de Stuttgart[71].
- Waterloo (Belgique) depuis 1986, ville de 30 000 habitants dans la province francophone de Brabant wallon à une vingtaine de kilomètres au sud de Bruxelles.
- Zafra (Espagne) depuis 2005, ville de 15 000 habitants dans la région d'Estrémadure.
- Torres Novas (Portugal) depuis 2010, municipalité portugaise située dans le District de Santarém ayant une population totale de 37 155 habitants.

## Population et société

### Démographie

#### Évolution démographique
L'évolution du nombre d'habitants est connue à travers les recensements de la population effectués dans la commune depuis 1793. Pour les communes de plus de 10 000 habitants les recensements ont lieu chaque année à la suite d'une enquête par sondage auprès d'un échantillon d'adresses représentant 8 % de leurs logements, contrairement aux autres communes qui ont un recensement réel tous les cinq ans,.

En 2022, la commune comptait 27 145 habitants, en évolution de +3,6 % par rapport à 2016 (Yvelines : +2,72 %, France hors Mayotte : +2,11 %).
| 1793  | 1800  | 1806  | 1821  | 1831  | 1836  | 1841  | 1846  | 1851  |
| ----- | ----- | ----- | ----- | ----- | ----- | ----- | ----- | ----- |
| 3 105 | 2 657 | 2 597 | 2 949 | 3 147 | 3 006 | 3 835 | 4 089 | 4 130 |

| 1856  | 1861  | 1866  | 1872  | 1876  | 1881  | 1886  | 1891  | 1896  |
| ----- | ----- | ----- | ----- | ----- | ----- | ----- | ----- | ----- |
| 4 363 | 4 258 | 3 971 | 4 725 | 4 750 | 5 186 | 5 633 | 5 897 | 6 090 |

| 1901  | 1906  | 1911  | 1921  | 1926  | 1931  | 1936  | 1946  | 1954  |
| ----- | ----- | ----- | ----- | ----- | ----- | ----- | ----- | ----- |
| 6 176 | 6 165 | 6 484 | 6 223 | 6 720 | 7 001 | 7 267 | 7 446 | 8 923 |

| 1962   | 1968   | 1975   | 1982   | 1990   | 1999   | 2006   | 2011   | 2016   |
| ------ | ------ | ------ | ------ | ------ | ------ | ------ | ------ | ------ |
| 11 387 | 14 505 | 18 941 | 21 438 | 24 343 | 24 758 | 25 661 | 25 860 | 26 202 |

| 2021   | 2022   | - | - | - | - | - | - | - |
| ------ | ------ | - | - | - | - | - | - | - |
| 26 816 | 27 145 | - | - | - | - | - | - | - |

#### Pyramide des âges
En 2018, le taux de personnes d'un âge inférieur à 30 ans s'élève à 35,5 %, soit en dessous de la moyenne départementale (38,0 %). À l'inverse, le taux de personnes d'âge supérieur à 60 ans est de 25,9 % la même année, alors qu'il est de 21,7 % au niveau départemental.
En 2018, la commune comptait 12 770 hommes pour 14 163 femmes, soit un taux de 52,59 % de femmes, légèrement supérieur au taux départemental (51,32 %).
Les pyramides des âges de la commune et du département s'établissent comme suit.
| Hommes | Classe d’âge | Femmes |
| ------ | ------------ | ------ |
| 0,5    | 90 ou +      | 2,2    |
| 7,1    | 75-89 ans    | 10,0   |
| 14,9   | 60-74 ans    | 16,8   |
| 20,1   | 45-59 ans    | 18,8   |
| 19,4   | 30-44 ans    | 19,0   |
| 18,5   | 15-29 ans    | 16,5   |
| 19,5   | 0-14 ans     | 16,6   |

| Hommes | Classe d’âge | Femmes |
| ------ | ------------ | ------ |
| 0,6    | 90 ou +      | 1,4    |
| 6      | 75-89 ans    | 7,8    |
| 13,5   | 60-74 ans    | 14,8   |
| 20,7   | 45-59 ans    | 20,1   |
| 19,6   | 30-44 ans    | 19,9   |
| 18,5   | 15-29 ans    | 16,8   |
| 21,2   | 0-14 ans     | 19,2   |

### Enseignement
Voici les différentes structures d'enseignement de la commune :
- École maternelle et élémentaire d'Arbouville ;
- École maternelle Bel-Air ;
- École maternelle du Centre ;
- École maternelle et élémentaire Clairbois ;
- École élémentaire Foch ;
- École élémentaire Gambetta ;
- École maternelle La Gommerie ;
- École maternelle Les Jardins ;
- École maternelle et élémentaire La Louvière ;
- École élémentaire La Prairie ;
- École maternelle La Ruche ;
- École élémentaire Saint-Hubert ;
- École élémentaire Vieil-Orme ;
- Institution Sainte-Thérèse (établissement privé sous contrat) : maternelle, primaire, collège et lycée ;
- École maternelle et élémentaire Jacinthe-et-François (établissement privé hors-contrat) ;
- Cours Saint Jean-Paul II (établissement privé hors-contrat) : maternelle et primaire ;
- Collège Saint Jean Bosco (établissement privé hors-contrat) ;
- Collège Catherine-de-Vivonne ;
- Collège Le Racinay ;
- Collège Le Rondeau ;
- Lycée Louis-Bascan (enseignement général, technologique et professionnel - BTS) ;
- Centre de formation d’apprentis ;
- Centre d’enseignement zootechnique (CEZ) ;
- IFA chambre de commerce et d’industrie Val d’Oise-Yvelines ;
- Institut de formation en soins infirmiers du centre hospitalier ;
- SUP de V ;
- Institut universitaire de technologie de l'Université de Versailles-Saint-Quentin-en-Yvelines ;
- Chambre de métiers et de l’artisanat des Yvelines, antenne Sud-Yvelines.

### Fêtes locales

#### Fête du muguet
Depuis 1906 au mois de mai, Rambouillet fête le muguet, qui pousse en abondance dans la forêt, et dont les couleurs vert et blanc sont celles de la ville. La simple exposition florale des débuts est devenue rapidement une fête à la gloire du printemps, avec, le dimanche, un défilé de chars tous entièrement décorés de muguet. Depuis 1911, la fête commence par le couronnement de la reine du muguet.

#### Fête de la Saint Lubin
Saint Lubin est le patron de Rambouillet. On trouve mention de l'existence de la foire de Saint-Lubin dès 1399 : elle a alors lieu en mars et septembre ; elle se perpétue au fil des siècles, jusqu'en 1913. Depuis 1988, une année sur deux, son souvenir est commémoré par une grande fête, avec marché de bestiaux à l'ancienne, de nombreuses animations et un défilé costumé.

### Ville fleurie
La commune est classée « trois fleurs » au concours des villes et villages fleuris.

## Économie

### Revenus de la population et fiscalité
Le revenu fiscal médian par ménage s'élevait en 2011 à 36 701 euros, ce qui plaçait Rambouillet au 5 831e rang parmi les 31 886 communes de plus de 49 ménages en métropole. En 2009, 4 327 (soit 29,7 %) des 14 545 foyers fiscaux que compte la commune n'étaient pas imposables.

### Emploi

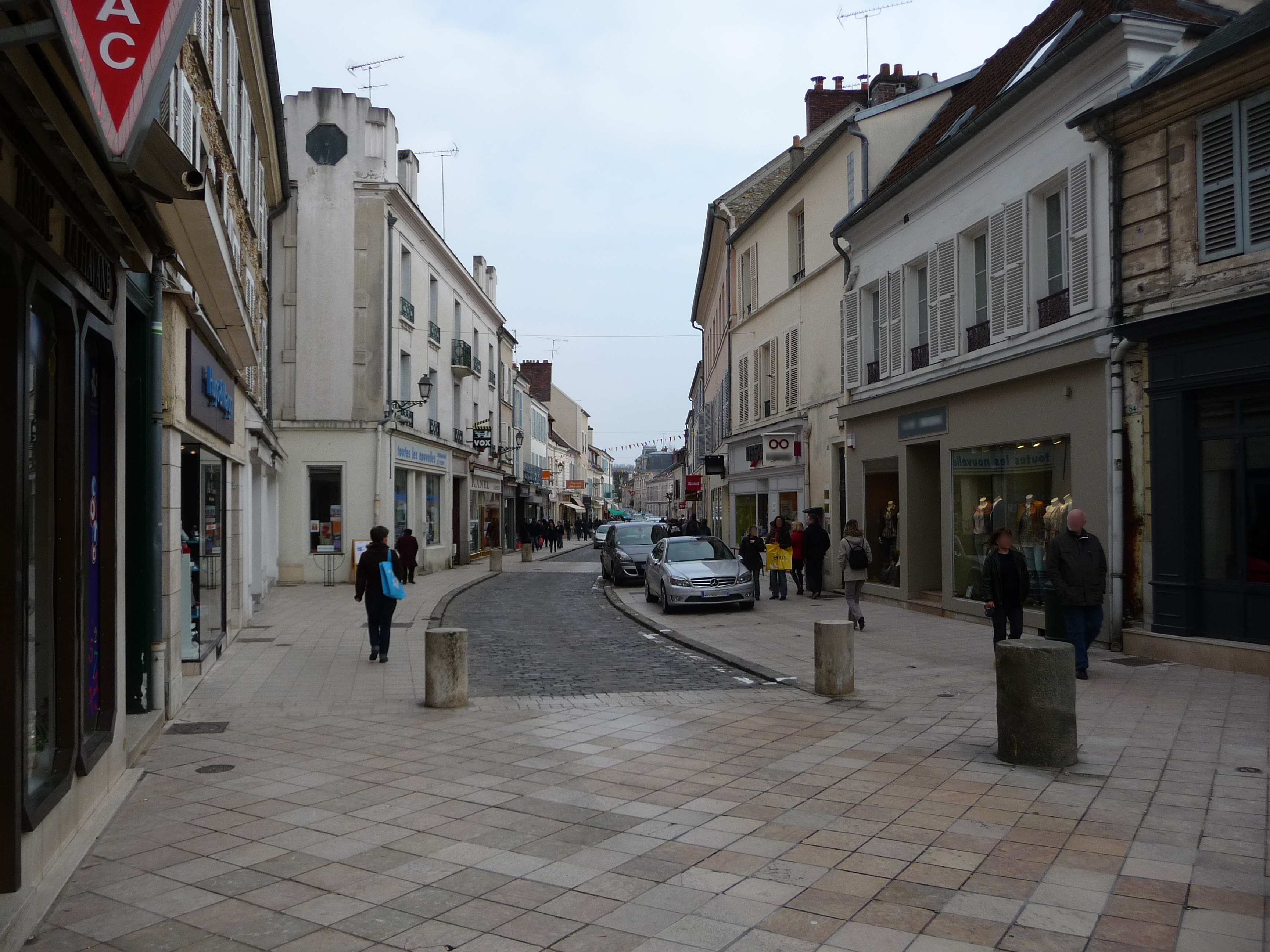
La rue Charles-de-Gaulle, rue commerçante de Rambouillet.

Le taux de chômage de la commune s'élève en 2009 à 8,1 %, contre 8,3 % pour le département des Yvelines et 11,7 % pour la France. Au troisième trimestre 2013, le nombre de demandeurs d'emploi des catégories A, B et C s'élève à 1 296 (contre 1 134 en 2011). Pour la catégorie A seule, il est de 922 contre 764 en 2011.
Continental Automotive Rambouillet, important employeur (1 200 salariés en 2005, 780 en 2008), annonce le 11 septembre 2008 la délocalisation de l'usine et un plan social, faisant suite au précédent plan de 2006 qui a supprimé 184 emplois (l'usine appartenait alors partie au groupe Siemens VDO),. Début 2010, on estime que le nombre de ses salariés devrait passer en deçà de 400 d'ici la fin de l'année. En 2011, l'entreprise est condamnée en justice pour le licenciement économique abusif de 38 salariés,. En 2013, le nombre de salariés s'élève à 370.

### Entreprises et commerces
Au 31 décembre 2015, Rambouillet comptait 2 336 établissements, répartis ainsi : 1 598 dans les services, le commerce ou les transports, 434 relatifs au secteur administratif, 204 dans la construction, 90 dans l'industrie et 10 dans l'agriculture, la sylviculture ou la pêche.
En 2018, 296 entreprises ont été créées (pour 90 % d'entre elles dans le secteur tertiaire) ; beaucoup par des auto-entrepreneurs.
La ville fait partie du pôle de compétitivité Cosmetic Valley, avec notamment l'entreprise Gemey Maybelline (groupe L'Oréal).

### Médias
Le Petit Rambolitain est le premier journal local d'information. Il est diffusé à 15 000 exemplaires sur la commune.

## Culture locale et patrimoine

### Lieux et monuments

#### Château de Rambouillet
Classé MH (1896)

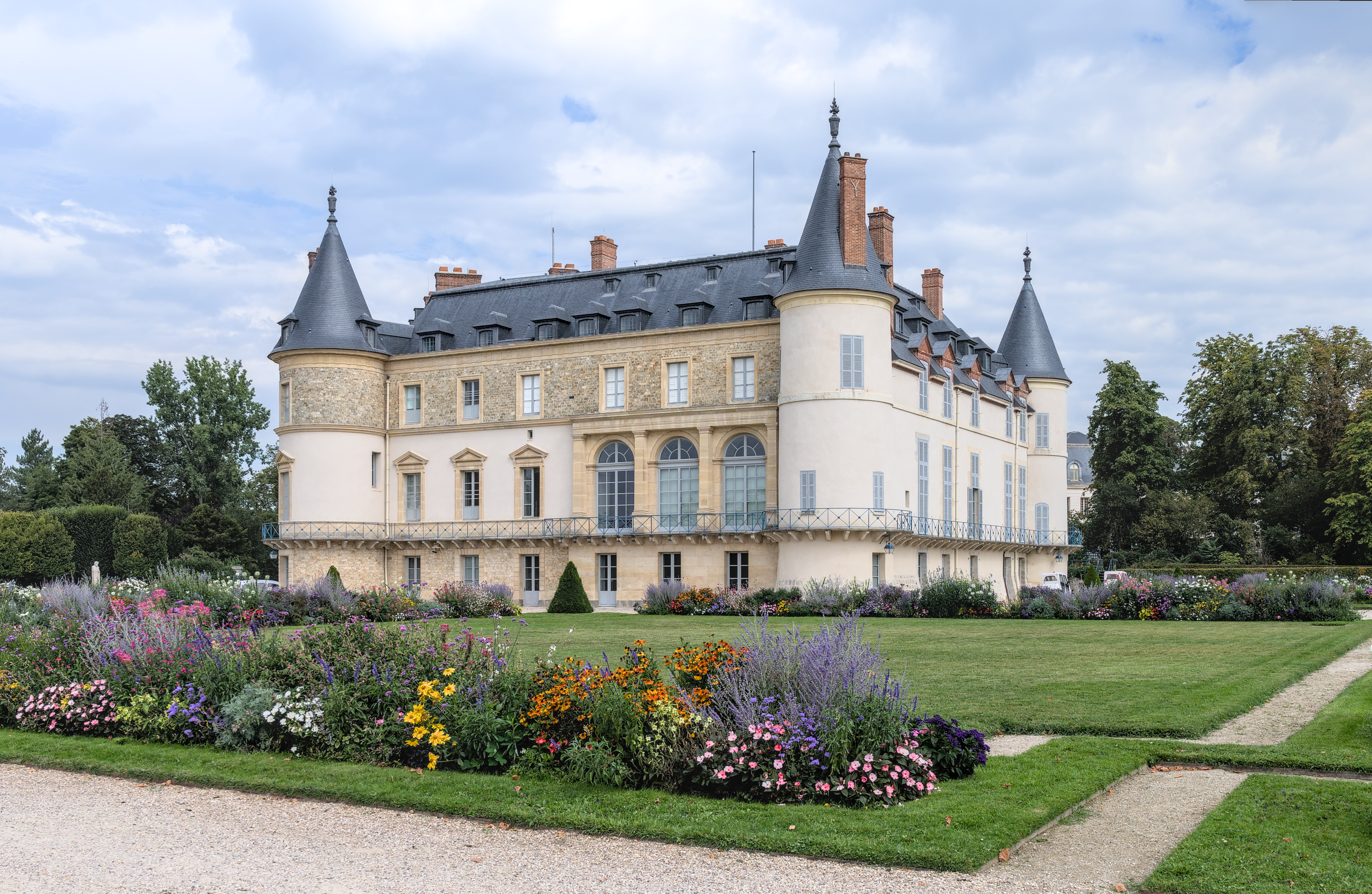
Château de Rambouillet.

Le château de Rambouillet, dont la construction a eu lieu entre 1368 et 1384, reçut, parmi d'autres personnages de renom, François Rabelais, médecin du roi, et François Ier, qui aimait y chasser et mourut, le 31 mars 1547, dans la tour qui a depuis gardé son nom. Il fut la propriété de la famille d'Angennes pendant trois siècles, de 1384 à 1699, puis de Joseph Fleuriau d'Armenonville, garde des sceaux de France, puis du comte de Toulouse et duc de Penthièvre, fils naturel légitimé de Louis XIV et de Madame de Montespan et enfin de son fils Louis Jean Marie, duc de Penthièvre. Louis XVI l'acquit, avec son domaine, le 23 décembre 1783 et fit construire dans le parc la laiterie de la Reine pour essayer (en vain) d'y intéresser Marie-Antoinette. Après la révolution de 1789, Napoléon la fit restaurer. En route pour le port de Rochefort où il voulait s'embarquer pour l'Amérique, ce dernier passa la nuit du 29 au 30 juin 1815 au château, l'une de ses dernières nuits en France avant l'exil à Sainte-Hélène. Quinze ans plus tard, dans la nuit du 31 juillet au 1er août 1830, Charles X, fuyant Paris à la suite de l'insurrection dite des « Trois Glorieuses », arriva à Rambouillet avec la plus grande partie de sa famille, sa cour, ainsi que les troupes royales encore fidèles au souverain. Ces dernières campèrent dans le parc. Le 2 août, dans une pièce du château, le roi, ainsi que le dauphin quelques minutes plus tard, abdiquèrent en faveur du jeune duc de Bordeaux. Le président Félix Faure fit de Rambouillet sa résidence d'été en 1896. Jusqu'à la fin 2009, Rambouillet resta l'une des résidences du président de la République et fut principalement utilisé pour des conférences internationales (tel que le sommet du G6 de 1975), des réceptions de chefs d'État étrangers, etc.

#### Église Saint-Lubin-et-Saint-Jean-Baptiste
Inscrit MH (2003)

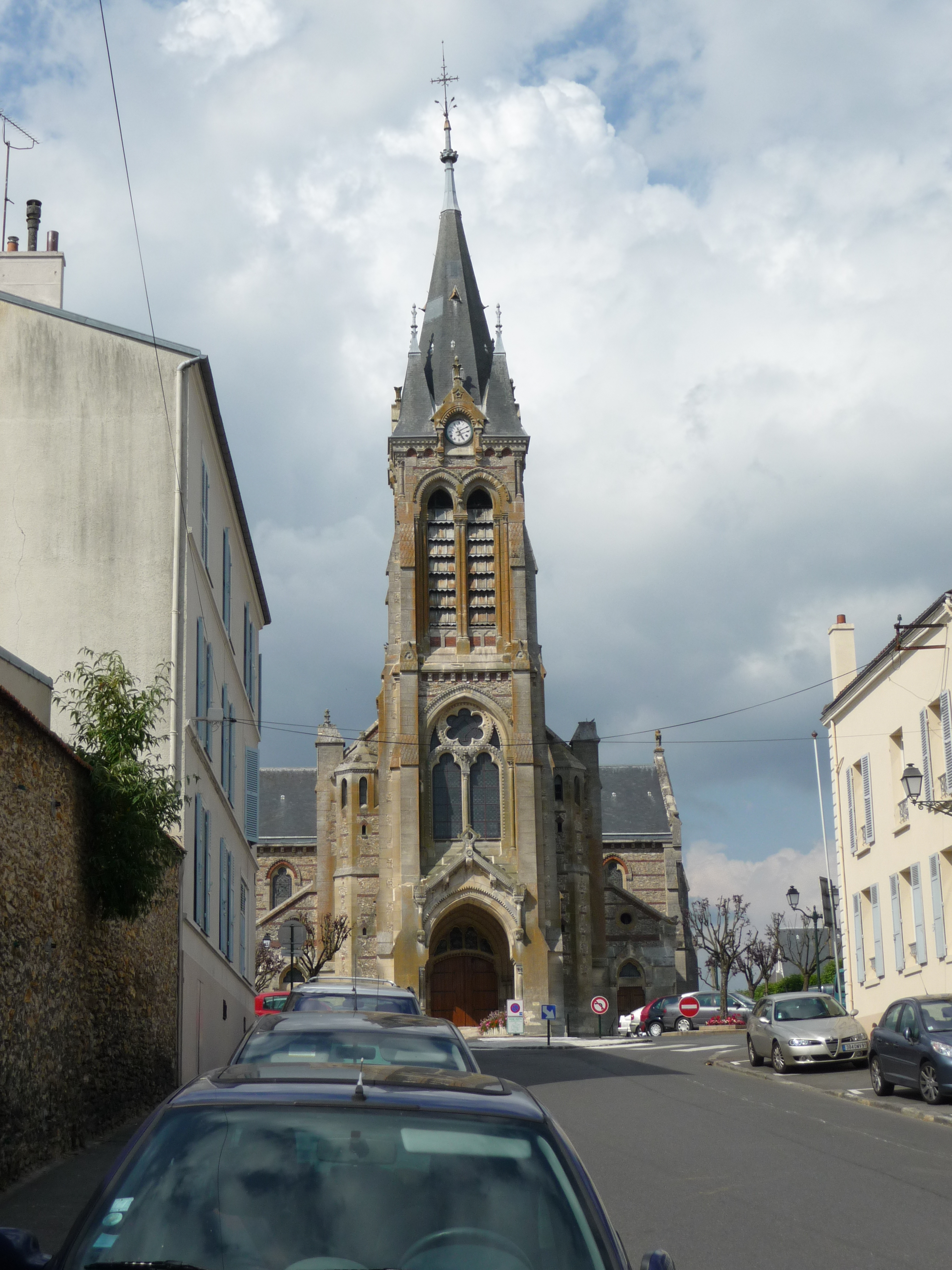
L'église Saint-Lubin, rue de la République.

L'église Saint-Lubin-et-Saint-Jean-Baptiste, située place Jeanne-d'Arc, est inscrite au titre des monuments historiques. Construite à partir d'avril 1868 et inaugurée en 1871, elle remplace l'église du même nom, édifiée à la fin du Xe siècle, qui était située place René-Masson, à quelques pas de l'entrée du domaine, et qui fut démolie en 1872. Conçue par Anatole Baudot, un élève de Viollet-le-Duc, la nouvelle église abrite une croix-reliquaire dite « de la sainte Croix » en réparation de celle qui a été volée en 1882 et dans laquelle était enchâssée « un morceau de la vraie Croix, ramené de Terre Sainte par Simon IV de Montfort ».

#### Palais du roi de Rome[98]
Classé MH (1995)
Le palais du roi de Rome a été édifié à partir de 1784 sur l’ordre de Louis XVI, par Jacques-Jean Thévenin, pour servir d’hôtel du Gouvernement. Il fut ensuite transformé par l'architecte Auguste Famin sur ordre de Napoléon Ier qui en fit la résidence de son fils, le roi de Rome. L’hôtel du gouvernement fut donc rebaptisé en 1812 « palais du roi de Rome » et conserva cette appellation jusqu’à la Restauration. En 1835, il fut vendu et démembré en lots. Peu après la partie médiane fut démolie et y fut construit un pavillon dit "impérial". En 1989, la Ville de Rambouillet acheta l’aile ouest de l’édifice ainsi que son jardin attenant, afin d’y organiser des expositions temporaires à thèmes, des manifestations culturelles et d’y créer un musée du Jeu de l’oie (cf. infra).

#### Bergerie nationale
La Bergerie nationale, créée en 1786 par Louis XVI, abrite le musée du Mouton. On y élevait le mouton mérinos.
La Bergerie nationale est depuis 1926 une école de bergers puis, en 1939, le siège de l'École nationale d'élevage ovin. Elle est également un pôle de formation.
Elle a hébergé Sage, la vache offerte à Jacques Chirac par le syndicat FNSEA à l'occasion du salon de l'agriculture de Paris en 2001.

#### Monument du souvenir et de la reconnaissance
Le monument du Souvenir et de la Reconnaissance, surnommé « monument américain » (ainsi que American Eagle Monument par les anciens militaires américains qui participèrent aux combats en août 1944), fut érigé à la sortie de Rambouillet, sur la route de Gazeran, « à la mémoire des soldats américains tombés pour la Libération de notre région en août 1944 ». En 1945, sous la présidence de M. Claude Lyonnais, le comité du monument du Souvenir mit tout en œuvre pour sa création à l'endroit où deux patrouilles de reconnaissance américaine étaient tombées dans une embuscade le 16 août 1944. Deux artistes rambolitains furent choisis : M. Gaston Le Bourgeois, sculpteur, et M. Raymond Cailly, dessinateur et peintre. L'œuvre, qui représente un aigle, symbole des États-Unis, a été sculptée « dans la pierre meulière de la région et financée dans sa totalité par les dons des habitants de la ville et des communes avoisinantes ». Les propriétaires du champ, en lisière duquel étaient tombés en embuscade sept des neuf Américains tués lors de missions de reconnaissance les 16 et 18 août 1944, firent don à la ville de la parcelle de terrain où se dresse le monument. Le monument fut inauguré le dimanche 1er juin 1947 par M. Vincent Auriol, président la République, Jefferson Caffery, ambassadeur des États-Unis en France, le docteur Petit, nouveau maire de Rambouillet, ainsi que de nombreuses personnalités civiles et militaires, françaises et américaines.

### Patrimoine culturel
Le Rambolitrain, inauguré en 1984 est un des plus importants musées de France consacré au modélisme ferroviaire. Il présente l'histoire du chemin de fer depuis son origine jusqu'à nos jours. On y trouve également des trains jouets, et notamment un réseau fonctionnel dont les voies s'étirent sur 500 mètres, avec des trains miniatures roulant, à l'échelle 1/43e.
Le Musée du jeu de l'oie, fermé depuis 2011, a présenté durant 10 ans, à partir de 2001, la collection de Pierre Dietsch, composée de 2 400 jeux de l’oie.
L'Espace Rambouillet, un lieu d'observation des animaux et de la forêt pour le public.
L'Usine à Chapeaux est une structure associative fondée en 1960 et reconnue pour son engagement dans l'éducation populaire. Labellisée Centre social, scène de musiques actuelles (SMAC), elle offre une large gamme d'activités culturelles et sociales pour tous les âges. En plus de sa salle de concert de 270 places et de ses studios de répétition, l’Usine à Chapeaux anime des actions culturelles qui favorisent le lien social sur le territoire.

### Patrimoine naturel
La forêt de Rambouillet, qui s'étend sur 200 km2, est la deuxième du département en matière de fréquentation. Elle est un vestige d'un ensemble plus vaste, la « forêt d'Yveline », devenu disjoint après les défrichements effectués au cours du Moyen Âge. Son peuplement est essentiellement constitué de chênes.

### Personnalités liées à la commune
- Jérémie Aliadière (1983), footballeur.
- La famille d'Angennes (XVe – XVIIe siècle), seigneurs puis marquis de Rambouillet.
- Le duc d'Angoulême (1775-1844), fils de Charles X, signa au château de Rambouillet sa renonciation au trône de France en faveur de son neveu le duc de Bordeaux.
- Henri d'Artois (1820-1883), duc de Bordeaux, plus connu sous le titre de comte de Chambord. Charles X signe son abdication en sa faveur le 2 août 1830 au château de Rambouillet.
- Marie-Antoinette d'Autriche (1755-1793), reine de France, pour laquelle Louis XVI fit construire la « laiterie de la Reine ».
- Marie-Louise d'Autriche (1791-1847), deuxième épouse de Napoléon Ier. En avril 1814, elle passa ses derniers jours en France au château de Rambouillet avant son retour en Autriche.
- Barthélémy Baraille (1882-1970), membre de la bande à Bonnot, a habité Rambouillet vers 1910.
- Marguerite Baulu (1870-1942), écrivain belge francophone qui mourut à Rambouillet.
- Sylvain Bazin (1978), journaliste et auteur, a grandi à Rambouillet.
- Bérénice Bejo (1976), actrice et César de la meilleure actrice en 2012 pour sa prestation dans The Artist, a passé une partie de sa jeunesse à Rambouillet et a passé son bac au lycée Louis-Bascan.
- Gustave Besnard (1833-1903), amiral et ministre de la Marine, né à Rambouillet.
- Louis-Alexandre de Bourbon (1678-1737), fils naturel légitimé de Louis XIV et de Madame de Montespan, comte de Toulouse. En 1706, il acheta à Joseph Fleuriau d'Armenonville le château de Rambouillet pour 500 000 livres. Il le fit embellir et agrandit le domaine qui fut érigé en duché-pairie en 1711.
- Louis-Jean-Marie de Bourbon, duc de Penthièvre (1725-1793), fils du comte de Toulouse.
- Marc Bourgne (1967), auteur de bande dessinée
- Charles X (1757-1836), qui signa son abdication au château de Rambouillet, le 2 août 1830.
- Louis-Ferdinand Céline, né Louis-Ferdinand Destouches (1894-1961), écrivain français. En 1912, à 18 ans, il rejoint le 12e régiment de cuirassiers à Rambouillet. Il utilisera ses souvenirs d'enfance dans Mort à crédit et ses souvenirs d'incorporation dans Voyage au bout de la nuit ou encore dans Casse-pipe.
- Jack Chambrin (1919-1983), artiste peintre né à Rambouillet.
- Jean-Pierre Claris de Florian (1755-1794), auteur dramatique, fabuliste, poète..., ainsi que page, puis secrétaire du duc de Penthièvre. La Ville de Rambouillet l'a honoré en donnant son nom à la « Médiathèque Florian ».
- Jacques-Michel-Denis Delafontaine (1774-1851), artiste peintre du premier Panorama de Paris en 1799.
- Joseph Fleuriau d'Armenonville (1661-1728), financier, magistrat et homme politique français. Acquiert en 1699 pour 140 000 livres le château. Il le meuble richement, orne le parc, achète une partie importante du bourg de Rambouillet. En 1705, Louis XIV demanda le château pour son fils Louis-Alexandre de Bourbon.
- Auguste Famin (1776-1859), architecte, Prix de Rome (1801), remplaça Trepsat et, parmi d'autres travaux à Rambouillet, transforma l'hôtel du gouverneur, comte d'Angiviller, en palais du roi de Rome.
- Sébastien Faure (1858-1942), écrivain anarchiste, y crée l'école libertaire de La Ruche, qui fonctionne de 1904 à 1917.
- Paul Feller (1913-1979), sergent de cavalerie et prêtre français.
- Marie-Thérèse de France (1778-1851), Madame Royale, duchesse d'Angoulême, fille de Louis XVI et de Marie-Antoinette, partit en exil du château de Rambouillet avec son beau-père Charles X et la famille royale le 3 août 1830.
- François Ier (1494-1547), roi de France, mort d’une septicémie le 31 mars 1547 au château de Rambouillet.
- Charles de Gaulle (1890-1970), installa son quartier général au château de Rambouillet du 23 au 25 août 1944, d'où il partit pour la libération de Paris.
- Ernest Hemingway (1899-1961), écrivain américain, correspondant de guerre pour le magazine américain Collier's pendant la Seconde Guerre mondiale, arriva à Rambouillet le 19 août 1944 et en repartit avec la 2e DB le 24 août. Pendant son séjour à Rambouillet, il logea à l'hôtel du Grand-Veneur[102].
- Gustave Hervigo (1896-1993), artiste peintre né et mort à Rambouillet. Ses voyages en Afrique (où il a laissé des fresques dans des bâtiments administratifs) sont la source essentielle de son œuvre. Devenu membre de l'Académie des Sciences d'outre-mer en 1976, le Musée de la Marine lui a consacré une rétrospective en 1980.
- Pierre Julien (1731-1804), sculpteur du groupe de marbre Amalthée et la chèvre de Jupiter (1787) à la laiterie de la Reine.
- Guy Kerner (1922-1984), acteur et metteur en scène français, est décédé à Rambouillet.
- Princesse de Lamballe (1749-1792), belle-fille du duc de Penthièvre, tuée lors des massacres de septembre.
- Gérard Larcher (1949), président LR du Sénat de 2008 à 2011 et depuis 2014, sénateur des Yvelines depuis 1986. Ancien maire de Rambouillet (1983-2004, 2007-2014), ancien ministre délégué de 2004 à 2007.
- Lucienne Lazon (1910-2007), joaillière créatrice de la Palme d'or du Festival de Cannes, résidente de la commune.
- Philippe Leclerc de Hauteclocque (1902-1947), le général Leclerc arriva avec la 2e DB le 23 août 1944 à Rambouillet. Dans la soirée, il eut une entrevue avec Charles de Gaulle et le lendemain à l'aube il partit pour aller libérer Paris.
- Louis XVI (1754-1793), qui acheta le domaine de Rambouillet à son parent, le duc de Penthièvre, en 1783.
- Claude Manceron (1923-1999), historien, mort à Rambouillet.
- David Marsais (1984), humoriste et acteur, est né à Rambouillet.
- Pierre-René Masson (1845-1881), explorateur, est né à Rambouillet.
- Cécile de Ménibus (1970), animatrice de télévision, est née à Rambouillet[103].
- Napoléon Ier(1769-1821), qui, alors qu'il était empereur, fit plusieurs séjours au château où il passa aussi une de ses dernières nuits en France avant l'exil de Sainte-Hélène.
- Napoléon II (1811-1832), Roi de Rome, fils de Napoléon Ier et de Marie-Louise d'Autriche, passa avec sa mère une semaine à Rambouillet en avril 1814 avant son départ pour l'Autriche.
- Napoléon III (1808-1873), que son amour pour la chasse fit mettre, en 1852, le domaine de Rambouillet sur sa liste civile. Il fit plusieurs séjours au château.
- Jérôme Niel (1985), YouTuber et comédien français qui a passé une grande partie de son enfance à Rambouillet.
- Tim Dup (1994), auteur-compositeur-interprète et musicien français, est né à Rambouillet.
- Hubert Robert (1733-1808), peintre paysagiste. À la demande de Louis XVI, dessine la laiterie de la Reine, ainsi que les modifications pour terminer le Jardin anglais commencé par le duc de Penthièvre[104].
- Gab Sorère (1877-1962), artiste chorégraphe et réalisatrice, compagne de Loïe Fuller, y est décédée en 1962.
- Jacqueline Thome-Patenôtre (1906-1995), femme politique, qui fut maire de Rambouillet et députée de Seine-et-Oise, morte à Rambouillet le 2 juin 1995.
- Guillaume Trepsat (1743-1813), architecte, qui avait perdu une jambe lors de l'attentat de la rue Saint-Nicaise le 24 décembre 1800. Napoléon lui confia la modification du château de Rambouillet, mais le congédia après que Trepsat fit démolir l'aile est du château.
- Yves Ville (1960), médecin gynécologue obstétricien spécialiste et pionnier en chirurgie fœtale et en médecine fœtale.
- Joseph Villeneuve de Janti (1868-1944), médecin et entomologiste français spécialiste des diptères. Médecin-chef de l'hôpital. Mort à Rambouillet le 7 juin 1944.
- Georges Wilson (1921-2010), acteur et metteur en scène français, est décédé au centre hospitalier de Rambouillet.

### Héraldique
| Armes de Rambouillet | Les armes de Rambouillet se blasonnent ainsi : Parti à dextre de sable au demi sautoir d'argent, qui est d'Angennes, mouvant de partition, à senestre tiercé en fasce, en un d'or au cerf contourné au naturel, en deux de gueules au bélier d'argent et en trois d'argent au chêne en sinople ; en abime : d'azur à trois lys d'or brisé d'un bâton péri de gueules, qui est de Bourbon, comte de Toulouse. Le blason de Rambouillet évoque l'histoire et différents aspects caractéristiques de la ville. La partie dextre (à gauche sur l'image, droite quand on porte le blason) représente les armes (de sable au sautoir d'argent) des anciens seigneurs de Rambouillet, la famille d'Angennes, qui conserva le château pendant près de trois siècles. La partie senestre (à droite sur l'image, gauche droite quand on porte le blason) évoque divers aspects de la ville, encore actuels : - le cerf représente le gibier de la forêt de Rambouillet, longtemps domaine de chasse royal puis national, - le bélier fait référence au troupeau de mérinos de Rambouillet importé d'Espagne par Louis XVI, - le chêne symbolise la forêt de Rambouillet elle-même. L'écusson central est le blason de Louis-Alexandre de Bourbon, comte de Toulouse, fils naturel légitimé de Louis XIV et de Madame de Montespan, qui acheta en 1706 le domaine et le château de Rambouillet où il est mort en 1737 (ce sont les armes de France chargées du bâton péri de gueules, symbole de bâtardise). Ces armoiries ont été dessinées en 1887 par le docteur Louis-Joseph Fournier (1815-1889), alors archiviste de la Société archéologique de Rambouillet et membre du Conseil municipal. |